# Runów (osada leśna w województwie mazowieckim)
Runów – osada leśna (gajówka) w Polsce położona w województwie mazowieckim, w powiecie piaseczyńskim, w gminie Piaseczno.
W latach 1975–1998 miejscowość administracyjnie należała do województwa warszawskiego.